# Lilltjärnen (Stuguns socken, Jämtland, 701831-147565)
Lilltjärnen är en sjö i Ragunda kommun i Jämtland och ingår i Indalsälvens huvudavrinningsområde.